# 野牛属
野牛属（學名：Bison）现存只有两种：美洲野牛和欧洲野牛，另有四个史前物种。

## 分布
本属现代分布范围包括美國、加拿大南部、波蘭及俄羅斯西南部。

## 形態
美洲野牛的體長有240至380公分。尾長90公分。體高195-200公分。體重500-1100kg。体型较小的歐洲野牛的體長则有250至350公分。尾長80公分。體高180-200公分。體重650-1350kg。
頭骨頂部短寬。角的斷面是圓形。

## 分類
- 美洲野牛 Bison bison
  - 美洲平原野牛 Bison bison bison
  - 美洲森林野牛 Bison bison athabascae
  - 古中華野牛 Bison palaeosinensis
- 欧洲野牛 Bison bonasus
  - 欧洲低地野牛 Bison bonasus bonasus
  - †高加索野牛 Bison bonasus caucasicus
  - †匈牙利野牛 Bison bonasus hungarorum
- †長角野牛 Bison latifrons
- †古风野牛 Bison antiquus
- †福尔松野牛 Bison occidentalis
- †西伯利亚野牛 Bison  priscus

## 生態
棲息於森林與草原。約10至20頭就會形成一群生活圈。有時，從而在繁殖季節更大規模的牛群。
食性為草食性，可食用的是草、樹木的葉、果實等等。
繁殖形態為胎生。生產1回可以產出1頭幼獸。

## 掠食者

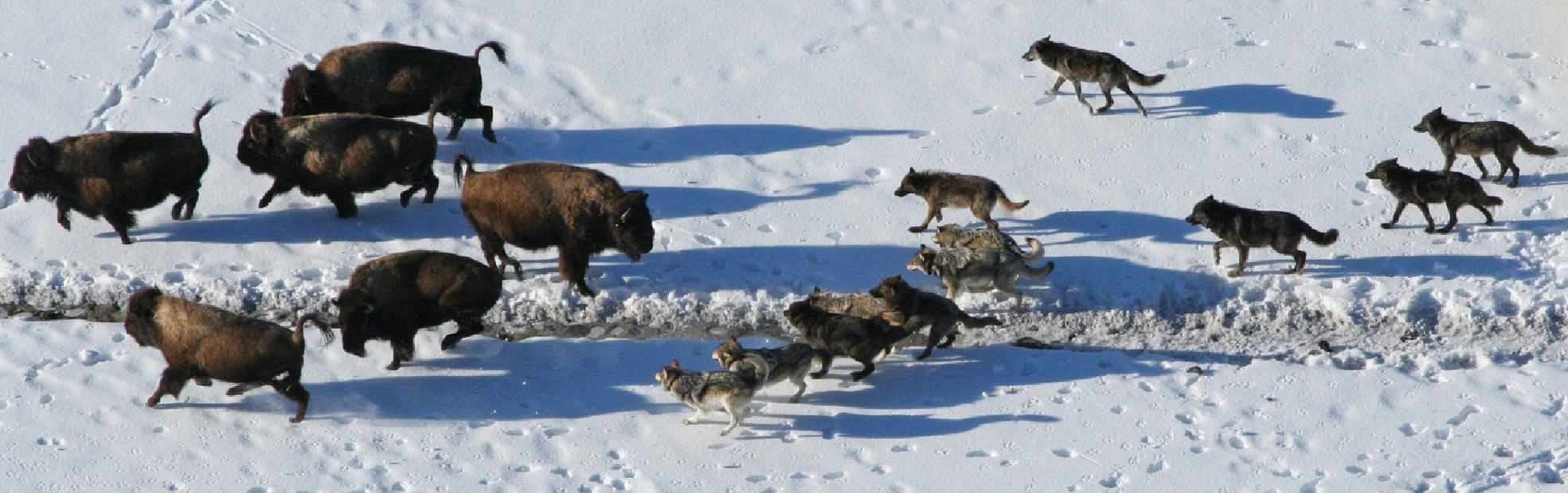
一群狼正在狩獵野牛

由於野牛巨大的體型，牠們並沒有太多的天敵，少數的例外包括人、狼、美洲獅、棕熊及郊狼。狼通常會透過群體來狩獵野牛，但也曾有單一個體狩獵成功的紀錄。棕熊及郊狼則會以野牛幼獸為食
。歷史上以野牛為食的掠食者包括：獅、虎、斯劍虎、似劍齒虎、洞鬣狗及人屬物種。

## 與人類的關係
由於人類的開發、棲息地的破壞、家畜間雜交等造成野生環境絕滅（歐洲野牛）、棲息地的數量急劇減少（美洲野牛）。前者是在人工飼育下的個體繁殖再導入、後者是在其棲息地以自然公園與自然保護區内進行不同程度的保護而逐漸回復。

## 图像
- 歐洲野牛 B. bonasus

## 外部連結
- 環境省 （页面存档备份，存于）
  - 特定動物リスト (動物の愛護と適切な管理) （页面存档备份，存于）